# 7586 Bismarck
A 7586 Bismarck (ideiglenes jelöléssel 1991 RH7) a Naprendszer kisbolygóövében található aszteroida. Lutz D. Schmadel és Freimut Börngen fedezte fel 1991. szeptember 13-án.